# کوساداک
کوساداک (به صربی: Kusadak) یک منطقهٔ مسکونی در صربستان است.